# Nikon D2Xs
Nikon D2Xs, tillverkad av Nikon, är en digital systemkamera med Nikon F-bajonett. Kameran presenterades den 1 juni 2006. 
Nikon D2Xs är efterföljaren till Nikon D2X med en 12,4 megapixel CMOS-sensor.